# Franz Schaffranke
Franz Schaffranke (Liebenthal, sinds 1945 Lubomierz Bohemen, 14 oktober 1905 – Linz, 29 mei 1978) was een Boheems  muziekpedagoog, musicoloog en dirigent.

## Levensloop
Schaffranke studeerde muziek aan het conservatorium in Breslau sinds 1945 Wrocław, en aan de Duitse Academie voor muziek in Praag. Verder studeerde hij musicologie en Engels in Wenen. Hij was solo cellist in Praag onder andere van 1938 tot 1941 bij de Deutsche Philharmonie in Praag en vanaf 1941 in het orkest van het Linzer Landestheater. 
Hij was docent aan het Anton Bruckner Privatuniversität Linz en eveneens aan de Linzer Realschule. Als dirigent van het grote harmonieorkest van de PTT-directie te Linz werd hij als een vertegenwoordiger van de authentieke blaasmuziek na de Tweede Wereldoorlog beschouwd. 
Als componist schreef hij vooral werken voor het harmonieorkest.

## Composities

### Werken voor harmonieorkest
- 1945 Symfonische feestmars
- 1954 Festliches Vorspiel
- Symfonie in Es

## Publicaties
- Franz Schaffranke: Adalbert Stifter im Spiegel der Tonkunst. Jahresbericht d. Bundesrealschule Linz, Schulj. 1957/58 (Linz 1958) S. 6-8.
- Franz Schaffranke: Adalbert Stifters Verhältnis zur Tonkunst. Adalbert-Stifter-Institut des Landes Oberösterreich. Vierteljahrsschrift Jg. 9 (1960) S. 49-54
- Franz Schaffranke: Anton Bruckners Hörschinger Lehrzeit. Was wissen wir von Johann Baptist Weiss? Anton Bruckners Verwandter und Lehrer in Hörsching. Neues Material aus Matriken. Oberösterreichische Nachrichten 1959 Nr. 182.
- Franz Schaffranke: Das Greiner Stadttheater. Symbol unserer denkwürdigen Gegenwart. Linzer Volksblatt 1959 Nr. 271.
- Franz Schaffranke: Friedrich Arnleitner. Ein Leben im Dienste der Jugenderziehung und Musik. Jahresbericht d. Bundesrealschule Linz, Schulj. 1960/1961 (Linz 1961) S. 33-44.
- Franz Schaffranke: O hast du noch ein Mütterlein - Betrifft Friedrich Arnleitner.. Linzer Volksblatt 1962 Nr. 110.
- Franz Schaffranke: Johann van Beethoven, der Wasserapotheker von Linz, Österreichische Apotheker-Zeitung Jg. 12 (Wien 1958) S. 695-697.
- Franz Schaffranke: Die Weise von der stillen, heiligen Nacht. Zum Gedenken an die 170. Wiederkehr des Geburtstages von Franz Xaver Gruber. Linzer Volksblatt 1957 Nr. 276.
- Franz Schaffranke: Ein denkwürdiges Konzert - Betrifft das Konzert von Clara Schumann in Linz 1866.. Jahresbericht d. Bundesrealschule Linz, Schulj. 1959/60 (Linz 1960) S. 34-37.
- Franz Schaffranke: Musikhistorische Denkwürdigkeiten der Landeshauptstadt Linz. Jahresbericht d. Bundesrealschule Linz, Schulj. 1961/62 (Linz 1962) S. 33-44.